# Église de la Transfiguration de Dajići
Pour les articles homonymes, voir Église de la Transfiguration.
L'église de la Transfiguration de Dajići (en serbe cyrillique : Црква Преображења у Дајићима ; en serbe latin : Crkva Preobraženja u Dajićima) est une église orthodoxe serbe serbe située à Dajići, dans la municipalité d'Ivanjica et dans le district de Moravica, en Serbie. Elle est inscrite sur la liste des monuments culturels protégés de la république de Serbie (no SK 1502),,,.

## Présentation
L'église, située dans le cimetière du village, a probablement été construite à la fin du XVIIIe siècle ou au début du XIXe siècle, ainsi qu'en témoignent les pierres tombales ont servi pour son édification,. Elle constitue pour la région de Stari Vlah, un exemple rare d'un bâtiment qui traduit dans la pierre le modèle des églises en bois de la région,.
Elle est constituée d'une nef unique prolongée par une abside demi-circulaire. Les murs sont en pierre et le toit à pignon est recouvert de bardeaus. La seule fenêtre de l'église s'ouvre dans le mur de l'abside : cette abside abrite deux petites niches dont l'une est utilisée pour la proscomidie et l'autre pour le diakonikon. L'entrée de la façade ouest présente des encadrements de portes en blocs de marbre finement travaillés.
L'église abrite un autel et un bénitier en marbre qui appartiennent à un bâtiment plus ancien.
Aujourd'hui, l'église est en très mauvais état car la couverture et la charpente du toit ont été complètement détruites. Le mur nord est en grande partie démoli et le mur sud est menacé d'effondrement.